# Stubica (gmina miejska Lazarevac)
Stubica (cyr. Стубица) – wieś w Serbii, w mieście Belgrad, w gminie miejskiej Lazarevac. W 2011 roku liczyła 236 mieszkańców.